# University of Texas at Austin Women's Volleyball
La University of Texas at Austin Women's Volleyball è la squadra pallavolo femminile appartenente alla University of Texas at Austin, con sede ad Austin (Texas): milita nella Southeastern Conference della NCAA Division I.

## Storia
Conquista il suo terzo titolo al termine della NCAA Division I 2022, sconfiggendo in finale la Louisville, e ripetendosi nel 2023 ai danni della Nebraska.

## Palmarès
- NCAA Division I: 4

1988, 2012, 2022, 2023
- AIAW Division I: 1

1981

## Record
| Piazzamento          |    | Edizione |
| -------------------- | -- | --- |
| Tornei NCAA          | 39 | Vincitrice: 4 1988, 2012, 2022, 2023                                                                                 |
| Tornei NCAA          | 39 | Finale: 5 1995, 2009, 2015, 2016, 2020                                                                               |
| Tornei NCAA          | 39 | Semifinali: 6 1986, 1987, 2008, 2010, 2013, 2014                                                                     |
| Tornei NCAA          | 39 | Elite Eight: 13 1984, 1985, 1989, 1990, 1992, 1993, 1998, 2006, 2007, 2011, 2017, 2018, 2021                         |
| Tornei NCAA          | 39 | Sweet Sixteen: 8 1982, 1983, 1991, 1996, 1997, 2004, 2019, 2024                                                      |
| Tornei NCAA          | 39 | Secondo turno: 5 1994, 1999, 2001, 2002, 2005                                                                        |
| Titoli di conference | 29 | Southwest Conference: 13 1982, 1983, 1984, 1985, 1986, 1987, 1988, 1989, 1990, 1991, 1992, 1993, 1995                |
| Titoli di conference | 29 | Big 12 Conference: 16 1997, 2007, 2008, 2009, 2011, 2012, 2013, 2014, 2015, 2017, 2018, 2019, 2020, 2021, 2022, 2023 |

## Conference
- Southwest Conference: 1982-1995
- Big 12 Conference: 1996-2023
- Southeastern Conference: 2024-

## National Player of the Year
- Logan Eggleston (2022)

## National Freshman of the Year
- Demetria Sance (1995)
- Juliann Faucette (2007)
- Haley Eckerman (2011)

## National Coach of the Year
- Jerritt Elliott (2012)

## All-America

### First Team
- Kim Larson (1984)
- Eva Murray (1986)
- Dawn Davenport (1988)
- Nikki Busch (1991)
- Katy Jameyson (1992, 1993)
- Demetria Sance (1997, 1998)
- Erin Aldrich (1999)
- Mira Topić (2004)
- Juliann Faucette (2007, 2010)
- Ashley Engle (2008, 2009)
- Destinee Hooker (2008, 2009)
- Lauren Paolini (2007)
- Rachael Adams (2010, 2011)
- Bailey Webster (2011)
- Haley Eckerman (2012, 2013, 2014)
- Amy Neal (2015)
- Chiaka Ogbogu (2014, 2015, 2017)
- Ebony Nwanebu (2016)
- Micaya White (2016, 2019)
- Brionne Butler (2020, 2021)
- Logan Eggleston (2020, 2021, 2022)
- Zoe Fleck (2022)
- Asjia O'Neal (2022, 2023)
- Madisen Skinner (2023)

### Second Team
- Diane Watson (1985)
- Karen Kramer (1987)
- Sue Schelfhout (1988)
- Heather Pfluger (1993)
- Leticia Armstrong (1995)
- Carrie Busch (1995)
- Demetria Sance (1995, 1996)
- Bethany Howden (2004)
- Ashley Engle (2006)
- Destinee Hooker (2007)
- Haley Eckerman (2011)
- Bailey Webster (2012, 2013)
- Chiaka Ogbogu (2013)
- Katherine Bell (2014)
- Paulina Prieto (2015)
- Chloe Collins (2016)
- Micaya White (2018)
- Logan Eggleston (2019)
- Madisen Skinner (2024)

### Third Team
- Mira Topić (2002)
- Brandy Magee (2005)
- Michelle Moriarty (2006, 2007)
- Lauren Paolini (2007)
- Juliann Faucette (2009)
- Mallory McCage (2014, 2015)
- Chloe Collins (2015)
- Micaya White (2017)
- Jhenna Gabriel (2020)
- Skylar Fields (2021)
- Madisen Skinner (2022)

## Allenatori
- Pam Lampley: 1974
- Cheryl Lyman: 1975
- Jody Conradt: 1976-1977
- Linda Lowery: 1978-1979
- Mick Haley: 1980-1996
- Jim Moore: 1997-2000
- Jerritt Elliott: 2001-